# Definíció
Definíciónak nevezzük általában egy fogalomnak vagy egy jel (például egy nyelvi kifejezés) jelentésének meghatározását. A filozófiában, logikában, és általában a tudományokban, a definíció avagy meghatározás szót ennél szűkebb értelemben használjuk, a felhasznált szakkifejezések és fogalmak tudományos igényű meghatározását értjük definíción. A legszigorúbb igényességgel a matematika lép fel, egy matematikai definíció akkor helyes, ha bármely szóba jövő dolog esetén egyértelműen meghatározott, hogy kielégíti-e a definíciót vagy sem.

## A definiálás alapszabályai
A beszélt nyelv (természetes nyelv) legtöbb szavának jelentéséhez nem definíció útján, hanem természetes nyelvérzékünk alapján, illetve a használat során jutunk hozzá. A definíciók alkalmazása a jelentés tisztázásában leginkább a szaknyelvekben elterjedt. Ekkor egy mesterséges fogalom A megnevezését (a szakkifejezést, terminus technicust) egy már ismertnek vagy egyszerűbbnek tekinthető B kifejezéssel magyarázzuk meg. Ezt a kapcsolatot
vel jelöljük, ahol =def (vagy a matematikában gyakran az A := B reláció) a definiáló egyenlőség szimbóluma. Itt A-t definiendumnak (meghatározandónak), B-t definiensnek (meghatározónak) nevezzük.
A definíciók szerkesztésének alapvető szabálya a körbenforgás tilalma: feltárva a B definiens szerkezetét, abban az A kifejezés nem szerepelhet. Ellenkező esetben ördögi kör (circulus vitiosus) jön létre.
További követelmény, hogy a definiens pontosan határozza meg a definiendumot, azaz ne lépjen fel homályosság. Bár ez a követelmény maga sem mentes némi homályosságtól, ugyanis a „pontosság” mértéke iránti igény a praktikus helyzettől függően erősen változhat. Vannak filozófiai doktrínák, amiket elfogadva a formális pontosság igénye lehetetlennek is látszik, vagy nagyon sajátos értelmezést nyer (klasszikus szkepticizmus, vagy Wittgenstein nyelvjáték- és „jelentési mező”-elmélete), ez azonban nem jelenti feltétlenül azt, hogy erről az igényről minden területen vagy minden szempontból értelmetlen beszélni.
Definiálásnál az előbbi tudományos kritériumok mellett sokszor érdemes számításba venni bizonyos praktikus, kommunikációs vagy pedagógiai vonatkozásokat. Ha az a szándékunk, hogy a definíciót használni is lehessen, akkor fontos, hogy a definienst alkotó kifejezések mindegyikét a befogadó értse, ismerje. Ezen kívül sok elvi definíció (például a matematikában) nem alkalmas arra, hogy meg lehessen állapítani, hogy egy tetszőleges dolog a definiált fogalom alá esik-e. Ilyenkor célszerű megkeresni a fogalomnak egy használható ekvivalens megfogalmazását (konstruktív illetve effektív definíciók).
Ezeken kívül nyelvfilozófiai jellegű követelmény az, hogy a definiendum és definiens ne csak véletlenül vonatkozzon ugyanazokra a dolgokra (ne csak extenziójuk essen egybe), hanem értelmük, intenziójuk is megegyezzen. Ennek a kritériumnak például az intenzionális definíciók tudnak eleget tenni.

## A definíciók fajtái

### Pragmatikaifelosztás
A definíció célja szerint lehet:
- a világ jelenségei közti eligazodás segítése a valóság tárgyi jelenségek közti összefüggések (ok-okozati, szerkezeti, bonyolultsági, feltételességi stb.) feltárásával. Ez a reáldefiníció.
- A definíció célja azonban sokszor csak egy nyelvi rövidítés, (mesterséges) konvenció bevezetése, ez a nomináldefiníció. A nomináldefiníción belül további két típus különböztethető meg:
  - A lexikális vagy deskriptív (vagy analitikus) definíció egy kifejezés használatát írja le a már létező kontextusra hivatkozva; míg a stipulatív (vagy preskriptív, ill. szintetikus) definíció a kifejezés jövőbeni használatára állapít meg szabályokat, azaz ajánl vagy előír.

Természetesen különböző filozófiai irányzatok talajára helyezkedve (nominalizmus, szolipszizmus, platonizmus) vitatható, hogy a fenti kettő közül valamelyik jogos, használható eljárás lenne, vagy hogy a fenti fogalmak közt van különbség.

### Tradicionális logikai formák
- Arisztotelészi definíció: Ha egy fogalmat (például napraforgó/négyzet) definiálni akarunk, akkor megadunk egy fölérendelt – más szóval, bővebb – fogalmat, amelyet már ismerünk (virág/téglalap), és megadjuk e fölérendelt fogalom egy olyan jegyét (tulajdonságát), amely csakis a definiálandó fogalomra igaz, csakis annak a tulajdonsága. Például: a "Napraforgó olyan virág, mely kifejlett állapotában kb. két méter magas, virágja tányérja széles, sokszirmú, belül éretlen állapotban zöld, éretten sötétbarna, szirmai sárgák". Vagy: "A négyzet olyan téglalap, melynek minden oldala ugyanakkora". Ezt a definíciótípust Arisztotelész már kétezer évvel ezelőtt rendszeresen tárgyalta Organon c. művében: a fogalmakat a tárgyak "fajának", a "bővebb" fogalmakat a "nemének" nevezve (a példában: a napraforgó és a négyzet a faj, ezek nemei a virág és a téglalap, az elhatároló tulajdonság – például "minden oldala ugyanakkora" a differentia specificia)[1]

### Pszichológiai, pedagógiai jellegű felosztás
- Osztenzív definíció: Egy fogalom meghatározása annak példá(nya)i segítségével oly módon, hogy a fogalomfelhasználó elegendő biztonsággal megérthesse a fogalom tartalmát. Például ha a "piros" szó jelentését akarjuk valakinek megmagyarázni, akkor addig mutatunk neki piros színű dolgokat, mígnem rájön, miféle szín ez. Rengeteg használt köznapi fogalmat gyermekkorban nyerünk osztenzív úton. Speciális esete a konvencionális definíció, melynek során egy kifejezés értelmét egyszerűen lerögzítjük ("Nevezzük azt a hét csillagot Fiastyúknak"; legyen a0 bármely valós a szám esetén 1).[2]
- Genetikus definíció: Egy olyan műveletsort adunk meg, melynek eredményeképp ismert fogalomból a definiálandó fogalom keletkezik. Például: "a murvát úgy kapjuk, hogy sziklákat géppel addig őrlünk, míg mogyorónyi nagyságú darabokra nem töredeznek szét". Explicit formában: "a murva mogyorónyi nagyságú darabokból álló kőtörmelék". Talán jobb megvilágítást ad egy matematikai példa: "hengert úgy kapunk, hogy egy téglalapot egyik szimmetriatengelye körül megforgatunk, a forgó téglalap pontjainak mértani helye lesz a henger". Egy explicit definíció: "Henger azon pontok halmaza a térben, melyek egy egyenestől egy állandónál nem nagyobb, távolságra esnek, és bármely, az egyenessel párhuzamos síkkal való metszete üres, vagy egyenes szakasz, vagy téglalap". Az utóbbi esetben a genetikus és az explicit definíció kapcsolata már nem olyan nyilvánvaló.
- Kevert definíció: sok fogalmat a fenti módszerek együttesével definiálunk. Például az egyenest, háromszöget vagy egyéb geometriai objektumokat megpróbálhatjuk „osztenzív” úton „definiálni” (ez elvileg lehetetlen, mivel rajzolni végül is egyenes szakaszt sem tudunk – a rajzeszközök pontatlansága miatt – de végtelen alakzatok képeit végképp képtelenség megrajzolni; viszont rajz nélkül nehéz lenne érteni, miről van szó), de célszerű ezt genetikus vagy kontextuális megjegyzésekkel kiegészíteni (például "az ide rajzolt egyenesnek soha nincs vége, nem ér véget még a Rákóczi-úti lámpánál, sőt a Sarkcsillagnál sem, mindkét irányban végtelen").[3]

### Nyelvfilozófiaijellegű felosztás
- Extenzionális definíció: Felsorolással megadjuk a fogalom összes példáját (ha ez lehetséges). Például: a „Bajai Garázsrockerek Baráti Köre” tagjai: „Levendula, Vampire Woman, Cédula, Stex Géza, Lacifej” (becenevek).
- Intenzionális definíció: A definiálandó kifejezés jelentését úgy adjuk meg, hogy találunk olyan tulajdonságokat, amelyek a fogalom alá eső tárgyakra és csakis azokra jellemzőek (karakterisztikus tulajdonságok). Például "agglegény: nőtlen, nem házas férfi". A tradicionális logikában gyakori arisztotelészi definíció az egyik legjobb példa intenzionális definícióra.
- Kontextuális definíció: egy fogalom vagy kifejezés megadása helyett megadjuk azoknak a kifejezéseknek és mondatoknak a jelentését, melyekben a definiálandó kifejezés előfordul. Például legyen a meghatározandó fogalom: "törvényes kötelesség", ekkor azt mondjuk: "A teljesítette egy törvényes kötelességét B-vel szemben, ha "úgy cselekedett, ahogyan ezt a törvények neki előírták", "A nem teljesítette törvényes kötelezettségét", ha "nem így tett". Ebből levonható a következő explicit definíció: "törvényes kötelesség" olyan tett, cselekedet, amelyet törvény ír elő és szabályoz. Tipikus biológiai példa: az élet meghatározása az életkritériumok rendszerével. Tipikus matematikai példa a „végtelen nagy szám” fogalmának megadása: "Egy valós számsorozat tart a végtelenhez", ha "bármelyik pozitív valós számhoz található a sorozatnak olyan eleme, amelytől kezdve minden eleme nagyobb e pozitív számnál." Didaktikailag (legalábbis az egyetemi tantervek készítői szerint) ugyanis egyszerűbb annak a néhány matematikai mondatnak a jelentését megadni, amelyekben a "plusz végtelen" szó előfordul, mint a "végtelen" messzire vezető és sok vitára okot adó filozófiai-szakmai analízisébe belemenni. A formális matematikai axiómarendszerek tulajdonképp az általuk felhasznált fogalmak kontextuális definícióinak tekinthetőek.

### Matematikai definíciófajták
- Explicit definíció: Lényegében az arisztotelészi típusú definícióról van szó, matematikai és precizírozott köntösben. Az explicit definíció a definiendumra olyan meghatározást ad, melyben a definiendum maga nem szerepel, s a meghatározásban foglalt definiálandó fogalmak definiálásához sem kell felhasználni. A nem explicit jellegű definíciós módszereket (ld. pl. a lentebbi bekezdéseket) implicitnek nevezzük.
- Rekurzív (induktív) definíció: A fogalom definíciója olyan, hogy definiáljuk a fogalom egy részfogalmát, részhalmazát, majd a további definíciónál erre a már definiált részhalmazra is hivatkozunk. Leggyakrabban sorozatok definiálására használjuk, például "a1 := 2; an+1 := 2an" nem más, mint rekurzív definíció az {an} := 2n sorozatra. Így először az első tag mibenlétét (mint a sorozat egy részhalmazát) definiáljuk, majd megmutatjuk, az előző tagok ismeretében hogyan lehet a következőket kiszámolni (ld. még rekurzív sorozat). Az első lépést bázisnak, a másodikat bővítési szabálynak szokás nevezni, és a definíció (általában implicit módon) tartalmaz egy ún. záradékot is, ami azért felelős, hogy más ne tartozzon a fogalom alá.[4] Tehát a rekurzív definíció második lépésében (a bővítési szabályban) a definiendum mint nyelvi kifejezés, szerepel magában a definiensben is. (rekurzív (lat.): visszahajló, -szaladó).
- Ekvivalenciaosztályzásos definíció: Tipikus példája, mikor egy U tárgyalási univerzum (halmaz vagy osztály) bizonyos individuumait jellemző olyan fogalmat kell alkotni, amely maga kívül esik az univerzumon. Legyen ~ egy ezen az univerzumon értelmezett ekvivalenciareláció, egy adott u individuummal ~ relációban lévő U-beli elemek az u elem által reprezentált, [u]-val jelölt ekvivalenciaosztályt alkotják. Az összes ilyen osztály halmaza az U ~ reláció szerinti osztályfelbontása. Mármost e halmaz tekinthető egy új fogalomnak, melynek példányai a ~ szerinti ekvivalenciaosztályok. Példa: vegyük Kolozsvár összes lakosát (K). Jelentse ~ azt a relációt, hogy két lakos azonos városnegyedben lakik. Egy adott negyed lakosai alkotnak ekkor egy ~ szerinti osztályt. Az ~ szerinti összes osztály halmaza legyen az új fogalom, ennek egyik példánya "az első negyedben lakás", másik a "második negyedben lakás" s.í.t., maga a fogalom pedig nevezhető úgy, hogy "negyed szerinti lakhely".[5] E definíciós módszert David Hume filozófus javasolta a szám fogalmának megalkotására, az első komolyabb próbálkozást ennek matematikai megvalósítására Gottlob Frege vitte véghez (ld. Az aritmetika alapjai). A módszer közismertebb példája még a projektív geometria rendszerének euklideszi geometriából való megkonstruálása is. Az egymással párhuzamos euklideszi egyenesek egy halmazát mint a "párhuzamosság" relációja szerinti ekvivalenciaosztályt, "végtelen távoli pont"-nak nevezünk, maga az osztályfelbontás pedig a "végtelen távoli egyenes" nevű fogalmat alkotja (ez az összes "végtelen távoli pont" halmaza). Maguk a végtelen távoli pontok nem elemei az eredeti univerzumnak, vagyis az euklideszi sík egyenesei halmazának, tehát a módszer alkalmas arra, hogy "kilépve" az eredeti gondolkodási univerzumból, abban nem szereplő, „ideális” elemekkel bővítsük azt.

### Lásd még
- szótári definíció
- alapfogalom
- legáldefiníció